# Mannschaftskader der I liga (Schach) 1971
Die Liste der Mannschaftskader der I liga (Schach) enthält (soweit bekannt) alle Spieler, die in der I liga der polnischen Mannschaftsmeisterschaft im Schach 1971 mindestens einmal eingesetzt wurden, mit ihren Ergebnissen.

## Allgemeines
Punktbester Spieler war Wiktor Matkowski (Start Łódź) mit 9,5 Punkten aus 11 Partien. Anatol Łokasto (Legion Warszawa), Aleksander Sznapik (Maraton Warszawa) und Krystyna Radzikowska (Start Katowice) erreichten je 9 Punkte aus 11 Partien.

## Legende
Die nachstehenden Tabellen enthalten folgende Informationen:
- Nr.: Ranglistennummer; ein zusätzliches „J“ bezeichnet Jugendliche, ein zusätzliches „W“ Frauen
- Titel: FIDE-Titel zum Zeitpunkt des Turniers; IM = Internationaler Meister, WIM = Internationale Meisterin der Frauen
- Elo: Elo-Zahl vom 1. Juli 1971
- Pkt.: Anzahl der erreichten Punkte
- Partien: Anzahl der gespielten Partien

## MKS Start Lublin
| Nr. | Titel | Name                 | Elo  | Pkt. | Partien |
| --- | ----- | -------------------- | ---- | ---- | ------- |
| 1   |       | Krzysztof Pytel      | 2320 | 6    | 11      |
| 2   |       | Zbigniew Jamroz      | 2320 | 6,5  | 11      |
| 3   |       | Krzysztof Zakrzewski |      | 4    | 11      |
| 4   |       | Sławomir Wach        |      | 7    | 11      |
| 5   |       | Tadeusz Lipski       |      | 8    | 11      |
| 6   |       | Zdzisław Wojcieszyn  |      | 7    | 11      |
| J1  |       | Henryk Dobosz        |      | 5    | 7       |
| J2  |       | Jerzy Kraśkiewicz    |      | 2,5  | 4       |
| W1  |       | Bożena Pytel         |      | 8    | 11      |

## WKSz Legion Warszawa
| Nr. | Titel | Name                  | Elo  | Pkt. | Partien |
| --- | ----- | --------------------- | ---- | ---- | ------- |
| 1   |       | Jan Adamski           | 2380 | 5,5  | 11      |
| 2   |       | Andrzej Filipowicz    | 2410 | 7,5  | 11      |
| 3   |       | Janusz Szukszta       |      | 6,5  | 10      |
| 4   |       | Marek Fijałkowski     |      | 6    | 10      |
| 5   |       | Rafał Marszałek       | 2270 | 4,5  | 8       |
| 6   |       | Anatol Łokasto        |      | 9    | 11      |
| 7   |       | Stanisław Gawlikowski |      | 4,5  | 5       |
| J1  |       | Janusz Vobożil        |      | 5,5  | 10      |
| J2  |       | Antoni Trylski        |      | 0,5  | 1       |
| W1  |       | Jolanta Szota         |      | 4    | 6       |
| W2  | WIM   | Mirosława Litmanowicz |      | 3    | 5       |

## MZKS Pocztowiec Poznań
| Nr. | Titel | Name                    | Elo  | Pkt. | Partien |
| --- | ----- | ----------------------- | ---- | ---- | ------- |
| 1   | IM    | Włodzimierz Schmidt     | 2450 | 7    | 11      |
| 2   |       | Przemysław Ereński      |      |      |         |
| 3   |       | Julian Gralka           |      |      |         |
| 4   |       | Eugeniusz Półtorak      |      |      |         |
| 5   |       | Adam Wiland             |      |      |         |
| 6   |       | Adam Mięsowicz          |      |      |         |
| J1  |       | Włodzimierz Kruszyński  |      |      |         |
| W1  |       | Hanna Ereńska-Radzewska |      |      |         |

## KKS Hetman Wrocław
| Nr. | Titel | Name                  | Elo | Pkt. | Partien |
| --- | ----- | --------------------- | --- | ---- | ------- |
| 1   |       | Lutosław Manasterski  |     |      |         |
| 2   |       | Benedykt Serwiński    |     |      |         |
| 3   |       | Władysław Pojedziniec |     |      |         |
| 4   |       | Zbigniew Terlecki     |     |      |         |
| 5   |       | Czesław Błaszczak     |     |      |         |
| 6   |       | Roman Grubiak         |     |      |         |
| J1  |       | Ryszard Skrobek       |     |      |         |
| W1  |       | Apolonia Litwińska    |     |      |         |

## SKS Start Łódź
| Nr. | Titel | Name                | Elo | Pkt. | Partien |
| --- | ----- | ------------------- | --- | ---- | ------- |
| 1   |       | Andrzej Łuczak      |     |      |         |
| 2   |       | Horst Podolski      |     |      |         |
| 3   |       | Wiktor Matkowski    |     | 9,5  | 11      |
| 4   |       | Jan Gadaliński      |     | 7    | 11      |
| 5   |       | Ryszard Wolny       |     |      |         |
| 6   |       | Ryszard Zgorzelski  |     |      |         |
| 7   |       | Kazimierz Wenerski  |     |      |         |
| 8   |       | Krzysztof Rembowski |     |      |         |
| J1  |       | Bogdan Redlich      |     |      |         |
| W1  |       | Anna Hellwig        |     |      |         |

## KS Maraton Warszawa
| Nr. | Titel | Name                     | Elo  | Pkt. | Partien |
| --- | ----- | ------------------------ | ---- | ---- | ------- |
| 1   |       | Romuald Grąbczewski      | 2370 |      |         |
| 2   |       | Marian Ziembiński        |      |      |         |
| 3   |       | Stefan Brzózka           |      |      |         |
| 4   |       | Andrzej Adamski          |      |      |         |
| 5   |       | Stefan Witkowski         | 2340 |      |         |
| 6   |       | Wojciech Zabierzański    |      |      |         |
| 7   |       | Marian Kwieciński        |      |      |         |
| J1  |       | Aleksander Sznapik       |      | 9    | 11      |
| W1  |       | Elżbieta Kowalska-Lipska |      |      |         |

## KS Start Katowice
| Nr. | Titel | Name                 | Elo | Pkt. | Partien |
| --- | ----- | -------------------- | --- | ---- | ------- |
| 1   |       | Jacek Bielczyk       |     | 2,5  | 8       |
| 2   |       | Adam Dzięciołowski   |     |      |         |
| 3   |       | Henryk Śliwiński     |     |      |         |
| 4   |       | Zygmunt Kloza        |     |      |         |
| 5   |       | Stefan Kipiński      |     |      |         |
| 6   |       | Wacław Łuczynowicz   |     |      |         |
| 7   |       | Wiktor Balcarek      |     |      |         |
| J1  |       | Zbigniew Hurnik      |     |      |         |
| W1  | WIM   | Krystyna Radzikowska |     | 9    | 11      |

## KS Anilana Łódź
| Nr. | Titel | Name               | Elo  | Pkt. | Partien |
| --- | ----- | ------------------ | ---- | ---- | ------- |
| 1   |       | Witold Balcerowski | 2380 |      |         |
| 2   |       | Tadeusz Żółtek     |      |      |         |
| 3   |       | Romuald Grzelak    |      |      |         |
| 4   |       | Jan Łachut         |      |      |         |
| 5   |       | Andrzej Najdekier  |      |      |         |
| 6   |       | Piotr Gałązka      |      |      |         |
| J1  |       | Waldemar Świć      |      |      |         |
| W1  |       | Wanda Żółtek       |      |      |         |
| W2  |       | Grażyna Szmacińska |      |      |         |

## FKS Avia Świdnik
| Nr. | Titel | Name                | Elo  | Pkt. | Partien |
| --- | ----- | ------------------- | ---- | ---- | ------- |
| 1   | IM    | Andrzej Sydor       | 2385 |      |         |
| 2   |       | Tomasz Murat        |      |      |         |
| 3   |       | Mieczysław Burdaś   |      |      |         |
| 4   |       | Zbigniew Szymczak   |      |      |         |
| 5   |       | Zdzisław Marciniak  |      |      |         |
| 6   |       | Tadeusz Pieprzowski |      |      |         |
| 7   |       | Ryszard Niedźwiadek |      |      |         |
| J1  |       | Zbigniew Księski    |      |      |         |
| W1  |       | Anna Jurczyńska     |      |      |         |
| W2  |       | Irena Kasprzyk      |      |      |         |

## KS Hutnik Nowa Huta
| Nr. | Titel | Name                  | Elo  | Pkt. | Partien |
| --- | ----- | --------------------- | ---- | ---- | ------- |
| 1   | IM    | Jerzy Kostro          | 2385 | 5,5  | 11      |
| 2   |       | Ryszard Gąsiorowski   |      | 6    | 11      |
| 3   |       | Jerzy Konikowski      |      | 7    | 11      |
| 4   |       | Kazimierz Steczkowski |      | 7    | 11      |
| 5   |       | Stanisław Porębski    |      | 6    | 10      |
| 6   |       | Józef Lesiak          |      |      |         |
| J1  |       | Jan Krótki            |      |      |         |
| J2  |       | Jan Ozga              |      |      |         |
| W1  |       | Maria Gąsiorowska     |      |      |         |
| W2  |       | Ewa Węglarz           |      |      |         |

## KKS Lech Poznań
| Nr. | Titel | Name               | Elo  | Pkt. | Partien |
| --- | ----- | ------------------ | ---- | ---- | ------- |
| 1   | IM    | Zbigniew Doda      | 2430 | 6,5  | 11      |
| 2   |       | Bogdan Pietrusiak  | 2270 | 5    | 11      |
| 3   |       | Ryszard Bernard    |      | 5,5  | 11      |
| 4   |       | Ignacy Nowak       |      | 7    | 11      |
| 5   |       | Czesław Kędziora   |      | 1,5  | 8       |
| 6   |       | Bolesław Rożański  |      | 4    | 10      |
| 7   |       | Tadeusz Zieliński  |      | 1    | 4       |
| J1  |       | Kajetan Przysiecki |      | 2    | 11      |
| W1  |       | Kamila Dembecka    |      | 2    | 7       |
| W2  |       | Danuta Adamczewska |      | 1,5  | 4       |

## GKS Dąb Katowice
| Nr. | Titel | Name                   | Elo | Pkt. | Partien |
| --- | ----- | ---------------------- | --- | ---- | ------- |
| 1   |       | Henryk Fronczek        |     |      |         |
| 2   |       | Henryk Fabian          |     |      |         |
| 3   |       | Stanisław Kornasiewicz |     |      |         |
| 4   |       | Emil Olej              |     |      |         |
| 5   |       | Henryk Buczinski       |     |      |         |
| 6   |       | Henryk Reinsz          |     |      |         |
| 7   |       | Baron                  |     |      |         |
| 8   |       | Nowak                  |     |      |         |
| J1  |       | Kazimierz Zowada       |     |      |         |
| J2  |       | Zbigniew Małek         |     |      |         |
| W1  |       | Barbara Wojciechowska  |     |      |         |